# Moody Center
Moody Center is een multifunctionele arena op de campus van de Universiteit van Texas in Austin (UT) in Austin, Texas . De arena, die het voormalige Frank Erwin Center vervangt, staat op een voormalige parkeerplaats direct ten zuiden van de voetbal- / atletieklocatie van de UT, Mike A. Myers Stadium .  De capaciteit van de arena bedraagt in totaal ruim 15.000 zitplaatsen. De Texas Longhorns spelen sinds 2022 hun thuismatchen in de arena.

## Evenementen
Verschillende artiesten en bands traden al op in Moody Center, waaronder John Mayer, Eagles, Usher, Mariah Carey, P!nk, Kings of Leon, Nicki Minaj, Madonna, Bad Bunny, KISS, Olivia Rodrigo en Janet Jackson. Harry Styles stond met een concertresidentie van 6 shows het vaakst in de arena. 